# Jachaleria
Jachaleria es un género extinto de dicinodontes herbívoros de gran tamaño perteneciente a la familia Kannemeyeriidae. Vivió durante el Triásico Superior, específicamente en el Carniense, hace unos 220 millones de años. Sus fósiles se han encontrado en Sudamérica, concretamente en la Argentina y Brasil.
Se considera uno de los últimos dicinodontes conocidos a nivel mundial. Jachaleria carecía de dientes posteriores y presentaba un cuerpo robusto. Su tamaño era similar al de Dinodontosaurus, y comparte algunas características morfológicas con Stahleckeria.

## Especies

### Jachaleria candelariensis
Esta especie ha sido hallada en la localidad de Candelária, dentro del geoparque Paleorrota, en el estado de Río Grande del Sur (Brasil), en la Formación Caturrita. Se estima que medía alrededor de 3 metros de longitud y pesaba unos 300 kg.
Durante la primera parte del Triásico Superior, los dicinodontes estaban ausentes en esta región, siendo los rincosaurios los principales herbívoros. Tras la extinción de estos últimos hacia finales del Carniense, los dicinodontes reaparecieron en el registro fósil, siendo Jachaleria uno de los principales representantes.

### Jachaleria colorata
Fósiles de esta especie se han encontrado en la Formación Los Colorados, en la provincia de La Rioja, Argentina. Morfológicamente, presenta una gran similitud con Jachaleria candelariensis.